# Альошкино (Тереньгульський район)
Альошкино (рос. Алёшкино) — село в Тереньгульському районі Ульяновської області Російської Федерації.
Населення становить 95 осіб. Входить до складу муніципального утворення Білогорське сільське поселення.

## Історія
Від 2004 року входить до складу муніципального утворення Білогорське сільське поселення.

## Населення
| 2010 |
| ---- |
| 95   |